# Chrystian Ludwik (książę Brunszwiku-Lüneburga)
Chrystian Ludwik (ur. 25 lutego 1622, zm. 15 marca 1665) – książę brunszwicko-lüneburski na Hanowerze od 1641 do 1648 roku i na Celle od 1648 roku z dynastii Welfów.

## Życiorys
Chrystian Ludwik był najstarszym synem księcia brunszwicko-lüneburskiego na Hanowerze Jerzego oraz Anny Eleonory, córki Ludwika V Wiernego, landgrafa Hesji-Darmstadt. W 1640 r. wyruszył w podróż po Europie, z której wrócił do ojczyzny na wieść o śmierci ojca w 1641 r. Objął wówczas część księstwa brunszwicko-lüneburskiego z Hanowerem. Odznaczał się skłonnością do przemocy. Jako władca ulegał wpływom habsburskim; już w 1642 r. zawarł w Goslarze układ z cesarzem Ferdynandem III, który w praktyce podporządkowywał go cesarzowi i w którym zrzekał się nabytków terytorialnych swego ojca. Po śmierci stryja Fryderyka w 1648 r. objął część księstwa brunszwicko-lüneburskiego z Celle, Hanower odstępując młodszemu bratu Jerzemu Wilhelmowi.
Był żonaty z Dorotą, córką Filipa, księcia Szleswiku-Holsztynu-Sonderburga-Glücksburga, zmarł bezpotomnie. Po jego śmierci tron książęcy w Celle objął jego brat Jerzy Wilhelm.